# Хвалішув
Хвалішув (пол. Chwaliszów, нім. Quolsdorf) — село в Польщі, у гміні Старі Боґачовиці Валбжиського повіту Нижньосілезького воєводства.
Населення — 471 особа (2011).
У 1975-1998 роках село належало до Валбжиського воєводства.

## Демографія
Демографічна структура станом на 31 березня 2011 року:
|          | Загалом | Допрацездатний вік | Працездатний вік | Постпрацездатний вік |
| -------- | ------- | ------------------ | ---------------- | -------------------- |
| Чоловіки | 227     | 43                 | 163              | 21                   |
| Жінки    | 244     | 49                 | 148              | 47                   |
| Разом    | 471     | 92                 | 311              | 68                   |